# Fiescheralp
Die Fiescheralp – auch bekannt als Kühboden oder Chiebode – liegt im Schweizer Kanton Wallis auf 2212 m ü. M. im Gemeindegebiet von Fiesch und  gehört zusammen mit Bettmer- und Riederalp zum autofreien Aletschplateau sowie zu der seit 2002 zum UNESCO-Weltnaturerbe erklärten Bergregion Jungfrau-Aletsch-Bietschhorn in den Berner Alpen.

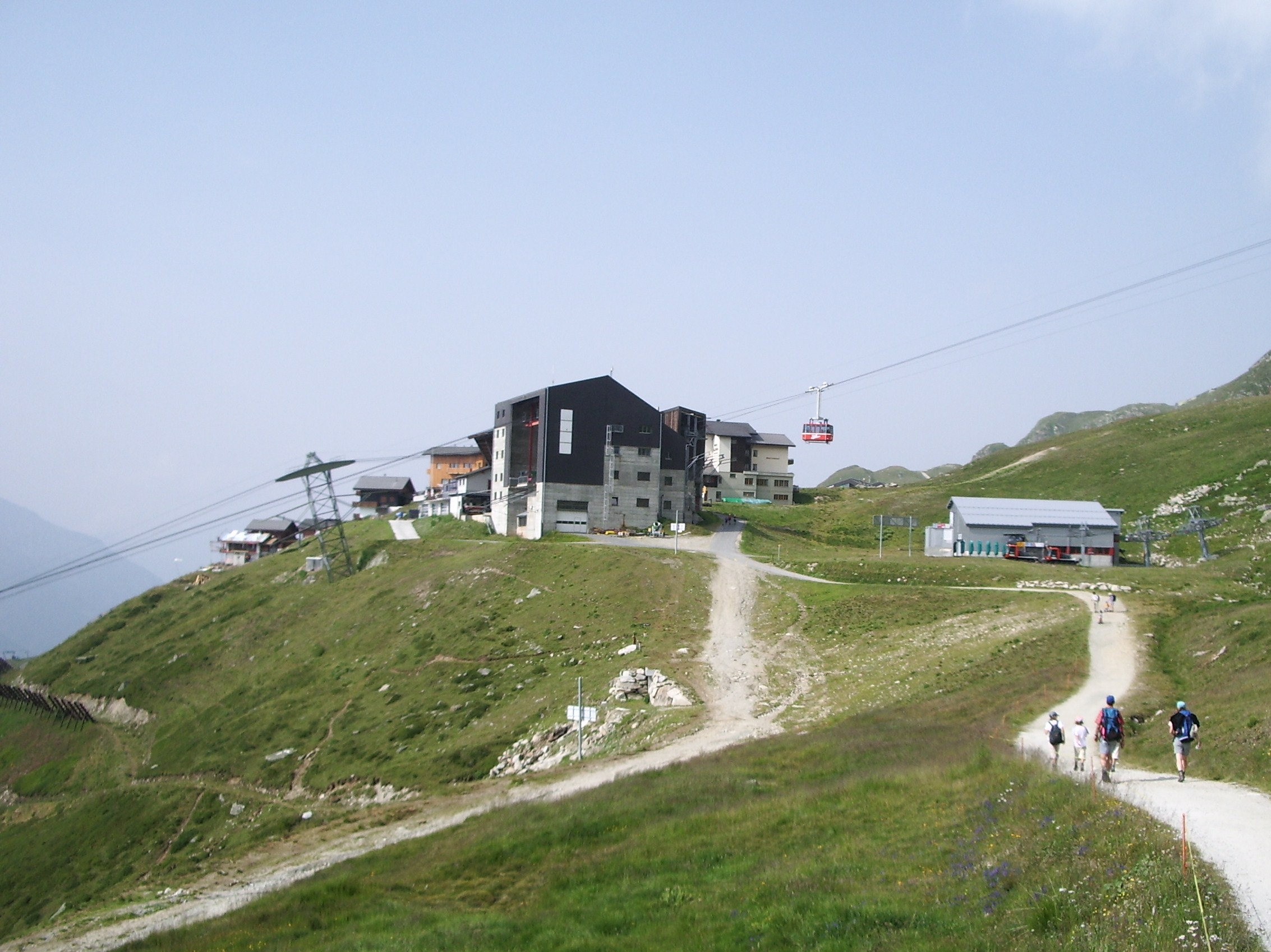
Alte Station Fiescheralp

Erreichen lässt sich die Fiescheralp mit der 1966 fertiggestellten Luftseilbahn Fiesch – Eggishorn, deren untere Sektion 2019 durch die schnellste 10er-Gondelbahn der Schweiz vom zeitgleich erbauten ÖV-Hub Fiesch ersetzt wurde und eine Höhendifferenz von 1144 m überwindet.

Streng genommen, muss man das Gebiet Fiescheralpe, den Ort Fiescheralp und den Lokalnamen Chiebode unterscheiden. Kühboden wird in der Schweizer Landeskarte lediglich als Gebäude (hier: Hotel, Restaurant) geführt. 

## Skigebiet
Die Fiescheralp ist einer von drei Zugangsorten zum Skigebiet Aletsch Arena, das im Winter Bettmer-, Rieder- und Fiescheralp verbindet. Es umfasst 104 km Pisten, die einen Höhenbereich von 1062 m (Talstation Fiesch) bis 2869 m (Bergstation Eggishorn) abdecken. Von der Fiescheralp ist bei guten Schneebedingungen die Abfahrtsroute nach Fiesch markiert, die aber gute Fähigkeiten erfordert.

## Nachweise
1. ↑  
SwissTopo (Karten der Schweiz)
2. ↑  
Aletsch Arena auf Skiresort.de